# Platyrrhinus chocoensis
Platyrrhinus chocoensis är en fladdermusart som beskrevs av Natalia A. Alberico och Arturo Velasco Negueruela 1991. Platyrrhinus chocoensis ingår i släktet Platyrrhinus och familjen bladnäsor. IUCN kategoriserar arten globalt som starkt hotad. Inga underarter finns listade i Catalogue of Life.
Arten förekommer i västra Colombia och nordvästra Ecuador vid Stilla havet. Vid två tillfällen hittades denna fladdermus i Panama. Den lever i låglandet och i bergstrakter upp till 1000 meter över havet och vistas bland annat i skogar.
Individerna äter frukter och kanske pollen och nektar. Honor parar sig kort efter ungarnas födelse igen. Antagligen kan de ha flera kullar per år. I Colombia hittades mellan juli och september inga dräktiga honor.